# Bover de Berna

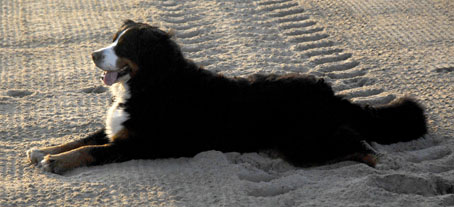
Bover de Berna

El bover de Berna (també anomenat Bernese Mountain Dog, Gos de Muntanya de Berna, Berner Sennenhund o  Bouvier Bernois) és una raça de gos bover molt versàtil que es va originar al cantó de Berna a Suïssa. Un molós massís amb una alçada aproximada de 70 cm a la creu i un pes proper als 50 kg. És un tipus de gos suís, que es caracteritza pels seus colors marró, blanc i negre.
Va ser criat com a gos de pasturatge de bestiar major i guardià de finques encara que també solia usar-se com a animal de tir quan el granger portava a vendre la llet de les vaques que el mateix gos vigilava. La seva gran intel·ligència ha permès que se'l faci servir amb gran èxit com a gos de salvament. El seu caràcter afable, tranquil, així com la facilitat amb què pot ser entrenat, l'han convertit en un excel·lent animal de companyia. És un gos gran per la qual cosa necessita més d'un passeig al dia. És afectuós, i bo amb els nens. El seu pelatge és de color blanc per la panxa i la part inferior de les potes, negre per la majoria del cos i marró per la zona de les potes i la zona superior dels ulls.

## Detalls
- Mascle: 64 a 70 cm. Ideal: 66-68 cm.
- Femella: 58-66 cm. Ideal: 60 a 63 cm.[3]
- Trufa: negra.
- Morro: fort, de llargada mitjana; canya nasal recta.
- Llavis: adjacents, negres.
- Mandíbules / dentadura: mossegada en tisora forta i completa (els M3 no són presos en consideració). Es tolera una mossegada en pinça.[4]
- Ulls: de color marró fosc (marró), forma ametllada amb parpelles ben adherits. La seva col·locació no és massa enfonsada, ni massa protuberant. És un defecte el tancament de les parpelles soltes.[4]
- Orelles: mida mitjana, d'inserció alta, triangulars, lleument arrodonides. Quan està en repòs recolzades planes. En atenció, eleva la part posterior de la inserció romanent la vora anterior amb el cap.[4]
- Coll: fort, ben musculat, de llargada mitjana, ben implantat.
- Cos: línia superior: Transició harmoniosa i lleument descendent des del coll a la creu; després transcorre recta i horitzontal.
- Esquena: forta, recta i horitzontal.
- Llom: ample i forta. Vist des de dalt una mica recollit.
- Gropa: suaument arrodonida.
- Pit: ample i profund, arribant fins a l'altura dels colzes amb la part anterior del pit ben marcada. Caixa toràcica el més llarga possible de tall transversal ample-ovalat.
- Línia inferior i ventre: des de la caixa toràcica cap al quart posterior s'eleva lleument.
- Cua: ben coberta de pèl, arribant com a mínim l'articulació de la sofraja. En descans penja i durant el moviment oneja a l'altura de l'esquena o lleument sobre ella.
- Extremitats: estructura òssia forta.
- Colors: marró, blanc i negre. Caracteritzats pels colors dels gossos suïssos.[5][6]